# Tarte aux œufs
Cet article concerne le dessert chinois. Pour la tarte au flan française et belge, voir Flan pâtissier.
La tarte aux œufs (chinois simplifié : 蛋挞 ; chinois traditionnel : 蛋撻 ; pinyin : dàn tà ; cantonais Jyutping : daan² daat³) est une spécialité hongkongaise rappelant la recette portugaise du pastel de nata. Elle consiste en une pâte brisée garnie d'un flan aux œufs. Elle se rapproche de la tarte au flan anglaise, appréciée aussi en Australie et Nouvelle-Zélande. On en trouve typiquement dans les pâtisseries chinoises, les cha chaan teng ou les restaurants de dimsum. Le premier caractère du nom chinois, dàn, signifie œuf ; le second, qui se prononce tà ou tàt, est utilisé uniquement pour sa prononciation, proche de l'anglais tart. Elle a aussi été adoptée par les Taïwanais (avec une graphie légèrement différente : 蛋塔).
Aujourd'hui, les tartes aux œufs sont connues sous de nombreuses variations dues à l'envie des Hongkongais de tout essayer en la matière. Ces variations incluent les tartes aux blancs d'œufs, les tartes au lait (ces deux variations étant des emprunts à partir de la recette de la crème anglaise, qui était habituellement servie dans les cha chaan teng), les tartes au miel et aux œufs, les tartes aux œufs, parfumées au jus de gingembre, tartes au chocolat et même tartes aux nids d'oiseaux.

## Histoire
La tarte aux œufs est l'une des pâtisseries cantonaises les plus appréciées ; cependant, elle est assez récente. Elle est en fait inspirée par la tarte au flan anglaise, qui aurait été introduite à Hong Kong dans les années 1940 par les cafés occidentaux ne trouvant pas leur bonheur parmi les desserts locaux pour accompagner les dimsum. Elle aurait ensuite évolué pour devenir la tarte aux œufs actuelle. Originellement de forme elliptique, de nos jours elle est ronde.

## Version de Macao
Andrew Stow, du café Lord Stow à Coloane, a eu l'idée de s'inspirer de la recette du pastel de nata, tarte aux œufs portugaise traditionnelle garnie d'une crème brûlée, pour modifier la tarte aux œufs. Cette tarte à la portugaise diffère de la simple tarte aux œufs par la composition de son flan, plus sucré, par son dessus caramélisé, et par sa pâte, habituellement feuilletée. On en trouve dans de nombreuses pâtisseries, dans les restaurants de spécialités de Macao, mais aussi dans les KFC locaux.

## Insolite
Chris Patten, le dernier gouverneur anglais de Hong Kong avant le passage à la Chine en 1997, était un amateur bien connu de la tarte aux œufs, et particulièrement de celles de la pâtisserie Tai Cheong. Ladite pâtisserie existe toujours et se sert habilement de cette image historique. Leurs tartes furent surnommées les tartes fei-Paang (« Le gros Patten », surnom du gouverneur en cantonais).